# Ester Textorius
Ester Vilhelmina Textorius, född Peterson 22 augusti 1883 i Västerås, död 13 februari 1972 i Stockholm, var en svensk skådespelare, främst känd för sina komiska roller. Hon var från 1904 gift med skådespelaren Oskar Textorius, som avled 1938.

## Biografi
Ester Textorius kom in på teaterbanan genom att svara på en annons från teaterledaren Emil Hillberg och scendebuterade 1901 på Halmstads teater som Paula i pjäsen Fri vilja. Efter studier för Hillberg och Josefina Gullberg verkade hon under några år i olika teatersällskap i landsorten, och fick under dessa år vid ett tillfälle agera mot den berömde dramatenskådespelaren Gustaf Fredriksson. Till hennes favoritroller under dessa år hörde Käthe i Gamla Heidelberg. Ett av de sällskap hon kom att uppträda med var Oskar Textorius' och hon och sällskapets ledare gifte sig 1904.
1907 gjorde Ester Textorius sin Stockholmsdebut i en fars på Djurgårdsteatern. Säsongen 1909–1910 var hon engagerad hos Anton Salmson vid den nystartade Operett-teatern på Östermalm och från 1911 knöts hon till Vasateatern där hon var till 1918. Hon medverkade under dessa år i åtskilliga operetter, men trots att hon hade framgång med dessa ansåg hon inte själv att hon hade tillräcklig sångröst utan föredrog talroller. Hon spelade också revy, och skribenten Arvid Selling menade därvid att Textorius hade precis "det rätta tjufpojkshumöret" för denna teaterform.
Tillsammans med sin make spelade Ester Textorius 1907 in tre skivsidor för Lyrophon, vilka 1912 följdes av en enstaka inspelning för Odeon. Däremellan hade makarna även gjort gemensam filmdebut 1911 i Anna Hofman-Uddgrens kortfilm Stockholmsfrestelser. Elsa Textorius blev dock aldrig någon etablerad filmskådespelerska och medverkade endast i en handfull filmer under de kommande decennierna, främst på 1940-talet. 
Åren 1919–1925 var makarna Textorius verksamma i Göteborg, Ester bland annat vid Folkteatern. De återvände därefter till Stockholm där maken fick tjänster som regissör vid Oscarsteatern och Vasateatern, och 1931–1933 var chef för Odeonteatern. Ester Textorius bistod honom därvid med teaterns administration.
1938 blev Ester Textorius änka och gjorde samma år sitt sista scenframträdande på Dramaten i Pauline Brunius' uppsättning av Kvinnorna.

## Filmografi
- 1911 – Stockholmsfrestelser
- 1925 – Damen med kameliorna
- 1941 – Lärarinna på vift
- 1942 – Sexlingar
- 1943 – Stora skrällen

## Teater

### Roller
| År   | Roll                             | Produktion                                                                                    | Regi            | Teater           |
| ---- | -------------------------------- | --------------------------------------------------------------------------------------------- | --------------- | ---------------- |
| 1906 |                                  | Allt på sin rätta plats Frans Hedberg                                                         |                 | Södra Teatern    |
| 1907 |                                  | Telefonhemligheter Herman Hanslleiter och Max Reiman                                          |                 | Djurgårdsteatern |
| 1911 | Nini Bellair                     | Nattlampan Miguel Zamocois                                                                    |                 | Vasateatern      |
| 1912 | Lejla                            | 4711 Algot Sandberg                                                                           | Knut Nyblom     | Vasateatern      |
| 1913 | Hedda                            | En äkta man Karl Hedberg                                                                      |                 | Vasateatern      |
| 1913 | Lissy                            | Min herr far Franz Arnold och Victor Arnold                                                   | Knut Nyblom     | Vasateatern      |
| 1913 | Emma                             | Som man är klädd... Gábor Drégely                                                             | Knut Nyblom     | Vasateatern      |
| 1913 | Gwendoline Conran                | Amatörtjuven (Raffles, The Amateur Cracksman) E. W. Hornung och Eugene Presbrey               | Knut Nyblom     | Vasateatern      |
| 1914 | Paula                            | Spanska flugan (Die spanische Fliege) Franz Arnold och Ernst Bach Översättning Algot Sandberg | Knut Nyblom     | Vasateatern      |
| 1914 | Angora                           | Hon – eller ingen (Une affaire scandaleuse) Paul Gavault och Maurice Ordonneau                | Knut Nyblom     | Vasateatern      |
| 1914 | Louise                           | Kompanjonen (Der Compagnon) Adolph L'Arronge                                                  | Knut Nyblom     | Vasateatern      |
| 1914 | Louise                           | Livet på landet (Onkel Bräsig) Fritz Reuter                                                   |                 | Vasateatern      |
| 1914 | Helma Hemczek                    | Trötte Teodor Max Neal och Max Ferner                                                         | Knut Nyblom     | Vasateatern      |
| 1915 | Elvira                           | Nattfrämmande Fritz Friedmann-Frederich                                                       |                 | Vasateatern      |
| 1915 | Lena                             | Försvarsadvokaten Ferenc Molnár                                                               | Knut Nyblom     | Vasateatern      |
| 1916 | Mary Grayson                     | Annonsera! Roi Cooper Megrue och Walter Hackett                                               | Knut Nyblom     | Vasateatern      |
| 1916 | Alice de Vertagne                | Krigsäran Maurice Hennequin                                                                   | Knut Nyblom     | Vasateatern      |
| 1917 | Ellinor Jellinek                 | Efter skilsmässan Algot Sandberg                                                              | Knut Nyblom     | Vasateatern      |
| 1917 | Eva Fenger                       | Pultronen Lechmere Worrall och Harold Terry                                                   | Knut Nyblom     | Vasateatern      |
| 1917 | Julia Marehmont                  | Lilla yrhättan H. M. Harwood                                                                  | Knut Nyblom     | Vasateatern      |
| 1917 | Greta                            | Victor Lundbergs barn Hans Sturm                                                              | Knut Nyblom     | Vasateatern      |
| 1926 |                                  | Kopparbröllop Svend Rindom                                                                    | Oskar Textorius | Södra Teatern    |
| 1938 | Avdelningschefen, fröken Shapiro | Kvinnorna Clare Boothe Luce                                                                   | Rune Carlsten   | Dramaten         |
| 1941 | Professorskan                    | Det evigt manliga James Thurber och Elliott Nugent                                            | Stig Torsslow   | Vasateatern      |

## Bilder

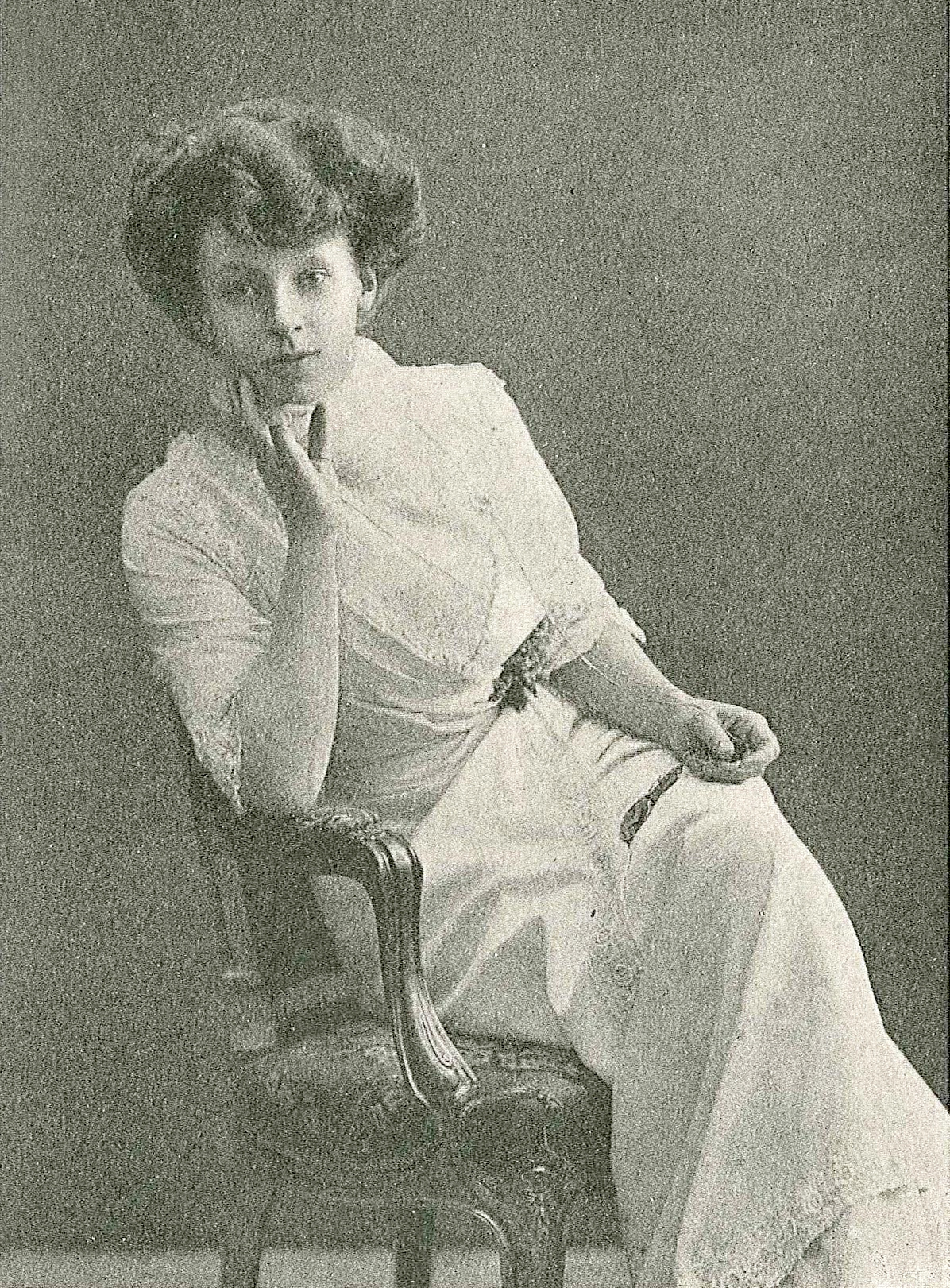
Ester Textorius i början av 1910-talet.